# 13 november
13 november är den 317:e dagen på året i den gregorianska kalendern (318:e under skottår). Det återstår 48 dagar av året.

## Återkommande bemärkelsedagar

### Svensk dag
- Smörgåstårtans dag

## Namnsdagar

### I den svenska almanackan
- Nuvarande – Kristian och Krister
- Föregående i bokstavsordning
  - Briccius – Namnet fanns, till minne av en biskop i Tours på 400-talet, på dagens datum före 1778, då det utgick.
  - Karsten – Namnet infördes på dagens datum 1986, men flyttades 1993 till 10 juni och utgick 2001.
  - Kersti – Namnet infördes på dagens datum 1986, men utgick 1993.
  - Krister – Namnet infördes 1986 på 15 mars, i formen Christer. 1993 flyttades det till dagens datum, varvid formen ändrades till Krister, och har funnits där sedan dess.
  - Kristian – Namnet förekom på 1660-talet på 14 maj, men utgick sedan. 1778 infördes det på dagens datum och har funnits där sedan dess.
- Föregående i kronologisk ordning
  - Före 1778 – Briccius
  - 1778–1900 – Kristian
  - 1901–1985 – Kristian
  - 1986–1992 – Kristian, Karsten och Kersti
  - 1993–2000 – Kristian och Krister
  - Från 2001 – Kristian och Krister
- Källor
  - Brylla, Eva (red.). Namnlängdsboken. Gjøvik: Norstedts ordbok, 2000 ISBN 917227204X
  - af Klintberg, Bengt. Namnen i almanackan. Gjøvik: Norstedts ordbok, 2001 ISBN 9172272929

### Finlandssvenska almanackan
- Nuvarande från 2020[1] – Krister, Kristian
- I föregående revideringar[a][2]
  - 1929–1949 – Kristian
  - 1950–2019 – Kristian, Krister

## Händelser
- 615 – Sedan Bonifatius IV har avlidit den 8 eller 25 maj väljs Adeodatus I till påve.
- 1093 – Den skotske kungen Malkolm III:s styrkor blir besegrade av den engelske kungen Vilhelm II:s trupper i slaget vid Alnwick. Då Malkolm stupar i slaget efterträds han som kung av Skottland av sin bror Donald III.
- 1319 – När den danske kungen Erik Menved dör dröjer det över två månader, innan hans bror Kristofer officiellt utropas till ny kung av Danmark. Då han dock i praktiken övertar makten i Danmark skyndar sig det svenska riksrådet att sluta förbund med honom, så att han inte, i likhet med Erik Menved, ska stödja den avsatte svenske kungen Birger Magnusson, som har tagit sin tillflykt till Danmark.
- 1810 – Den franske ambassadören Charles-Jean-Marie Alquier överlämnar ett ultimatum till den svenska regeringen, vilket leder till utbrottet av Sveriges krig mot Storbritannien.
- 1872 – En kraftig stormflod drabbar kustområdena vid sydvästra Östersjön.
- 1951 – Norges statsminister Einar Gerhardsen avgår och efterträds av Oscar Torp.
- 1960 – Sveriges scoutförbund och Sveriges Flickors Scoutförbund slås samman till Svenska Scoutförbundet.
- 1984 – Första levertransplantation[3] i Sverige utförs, Huddinge sjukhus, under ledning av professor Carl-Gustav Groth.
- 1994 – En folkomröstning om svenskt medlemskap i EU hålls och resultatet blir ett ja till att Sverige ska gå med i Europeiska unionen enligt nuvarande avtal. Sverige blir sedan medlem i europeiska unionen den 1 januari 1995.
- 2015 – Terrordåden i Paris i november 2015

## Födda
- 354 – Augustinus, filosof, teolog, retoriker, kyrkofader, helgon
- 1312 – Edvard III, kung av England och herre över Irland
- 1486 – Johannes Eck, tysk romersk-katolsk teolog
- 1504 – Filip den ädelmodige, lantgreve av Hessen
- 1567 – Morits av Oranien, nederländsk prins och ståthållare
- 1748 – William Chalmers, grundare av den industriskola som sedermera blev Chalmers tekniska högskola
- 1760 – Jiaqing, den femte Qing-kejsaren av Kina
- 1782 – Esaias Tegnér, författare, skald, biskop i Växjö stift, ledamot av Svenska Akademien
- 1813 – Allen G. Thurman, amerikansk demokratisk politiker och jurist, senator (Ohio)
- 1850 – Robert Louis Stevenson, skotsk författare av Skattkammarön
- 1867 – Theodor Hansén, svensk lantbrukare och politiker (frisinnad)
- 1869 – Ernst Öberg, svensk skådespelare
- 1876 – Cary A. Hardee, amerikansk demokratisk politiker, guvernör i Florida
- 1887 – Wilhelm Kube, tysk SS-officer
- 1893 – Axel Strand, LO:s ordförande
- 1894 – Arthur Nebe, tysk nazistisk politiker
- 1895 – Edward L. Alperson, amerikansk filmproducent och filmbolagsdirektör
- 1896 – Nobusuke Kishi, japansk politiker, premiärminister
- 1898 – Wallace F. Bennett, amerikansk republikansk politiker, senator (Utah)
- 1904 – Peter Yorck von Wartenburg, tysk jurist och motståndskämpe
- 1909 – Gunnar Björnstrand, svensk skådespelare
- 1918 – Werner Aspenström, svensk författare, ledamot av Svenska Akademien
- 1924 – Linda Christian, mexikanskfödd amerikansk skådespelare
- 1930 – Tage Severin, svensk skådespelare och sångare
- 1934 – Garry Marshall, amerikansk filmregissör, skådespelare, manusförfattare och filmproducent
- 1938 – Jean Seberg, amerikansk skådespelare
- 1940 – Rudolf Schwarzkogler, österrikisk konstnär inom body art och performance
- 1942 – John P. Hammond, amerikansk bluesgitarrist och sångare.
- 1944 – Jesper Klein, dansk skådespelare
- 1953 – Juliet Hammond-Hill, brittisk skådespelare
- 1955 – Whoopi Goldberg, amerikansk skådespelare
- 1957
  - Stephen Baxter, brittisk science fiction-författare
  - Martin Timell, svensk programledare i TV
- 1959
  - Lene Hau, dansk fysiker
  - Hari Kostov, makedonsk politiker
- 1962 – Per Sandberg, svensk skådespelare
- 1967 – Steve Zahn, amerikansk skådespelare
- 1969 – Gerard Butler, brittisk skådespelare
- 1970 – Julia Graudyn, rysk friidrottare
- 1972 – Takuya Kimura, japansk musiker, medlem i SMAP
- 1978 – Nikolai Fraiture, amerikansk musiker, medlem i The Strokes
- 1979 – Paweł Magdoń, polsk fotbollsspelare
- 1980 – Monique Coleman, amerikansk skådespelare och dansare
- 1982 – Michael Copon, amerikansk skådespelare

## Avlidna
- 867 – Nicolaus I, påve
- 1002
  - Gunhild Haraldsdatter, dansk prinsessa
  - Pallig Tokesen, dansk hövding
- 1093 – Malcolm III, kung av Skottland
- 1319 – Erik Menved, kung av Danmark
- 1460 – Henrik Sjöfararen, portugisisk prins
- 1619 – Ludovico Carracci, italiensk målare
- 1726 – Sofia Dorotea av Celle
- 1745 – Iver Rosenkrantz, dansk statsman, Danmarks statsminister
- 1838 – George Jones, amerikansk politiker, senator (Georgia)
- 1864 – James Henry Hammond, amerikansk politiker, senator (South Carolina)
- 1868 – Gioacchino Rossini, italiensk kompositör av Barberaren i Sevilla
- 1884 – Johan Jolin, svensk skådespelare, pjäsförfattare, sångtextförfattare och översättare
- 1885 – William Sharon, amerikansk republikansk politiker och affärsman, senator (Nevada)
- 1894 – Agostina Pietrantoni, italiensk nunna och sjuksköterska, helgon
- 1910 – Alexander S. Clay, amerikansk demokratisk politiker, senator (Georgia)
- 1916 – Percival Lowell, amerikansk amatörastronom
- 1951 – Georg af Klercker, svensk skådespelare, manusförfattare och regissör
- 1954 – Jacques Fath, fransk modeskapare
- 1969 – Åke Natt och Dag, svensk jurist och ämbetsman
- 1973 – Elsa Schiaparelli, italiensk modeskapare
- 1982 – Curt Siwers, svensk skådespelare
- 1984 – Shiso Kanaguri, japansk löpare
- 1991 – Ebbe Linde, svensk författare
- 1998 – Valerie Hobson, brittisk skådespelare
- 2004 – Ol' Dirty Bastard, egentligen Russell Jones, amerikansk rappare, medlem i Wu-Tang Clan
- 2005 – Eddie Guerrero, mexikansk-amerikansk wrestlare
- 2009 – Bruce King, amerikansk demokratisk politiker och före detta guvernör
- 2014 – Alexander Grothendieck, tyskfödd fransk matematiker
- 2023 – Michael Bishop, amerikansk Science fiction-författare